# 7525 Kiyohira
7525 Kiyohira (1992 YE) là một tiểu hành tinh vành đai chính được phát hiện ngày 18 tháng 12 năm 1992 bởi A. Natori ở Yakiimo.